# Каріна Люнґдаль
Каріна Люнґдаль  (швед. Carina Ljungdahl, 21 лютого 1960) — шведська плавчиня, олімпійська медалістка.

## Виступи на Олімпіадах
| Олімпіада   | Дисципліна                            | Місце     |
| ----------- | ------------------------------------- | --------- |
| Москва 1980 | плавання на 100 метрів вільним стилем | 3 h3 r1/2 |
| Москва 1980 | естафета 4 × 100 вільним стилем       | 2         |